# Osiedle Krzyżowniki-Smochowice
Osiedle Krzyżowniki-Smochowice  – osiedle samorządowe (jednostka pomocnicza gminy) Poznania (od 19 listopada 1991 roku).

## Granice
Osiedle Krzyżowniki-Smochowice graniczy:
- z gminą Tarnowo Podgórne (granica - granica miasta)
- z Osiedlem Kiekrz (granica - Jezioro Kierskie, ulica Stobnicka)
- z Osiedlem Strzeszyn (granica - ulica Stobnicka, skrajem Jeziora Strzeszyńskiego, rzeką Bogdanką
- z Osiedlem Sołacz
- z Osiedlem Wola (granica - ulica Lutycka, ulica Łobżenicka, ulica bez nazwy)
- z Osiedlem Ławica (granica - ulica bez nazwy)

## Siedziba Rady Osiedla
Adres rady osiedla
Filia Biblioteki Publicznej, ul. Muszkowska 1a.

## Komunikacja
Osiedle obsługują autobusy MPK Poznań linii 156, 186 i 801 oraz linie nocne 219 i 258.